# Horton Grange
Horton Grange är en ort i civil parish Stannington, i grevskapet Northumberland i England. Orten är belägen 10 km från Morpeth. Horton Grange var en civil parish 1866–1955 när det uppgick i Stannington och Dinnington. Civil parish hade 57 invånare år 1951.